# 1561 w polityce

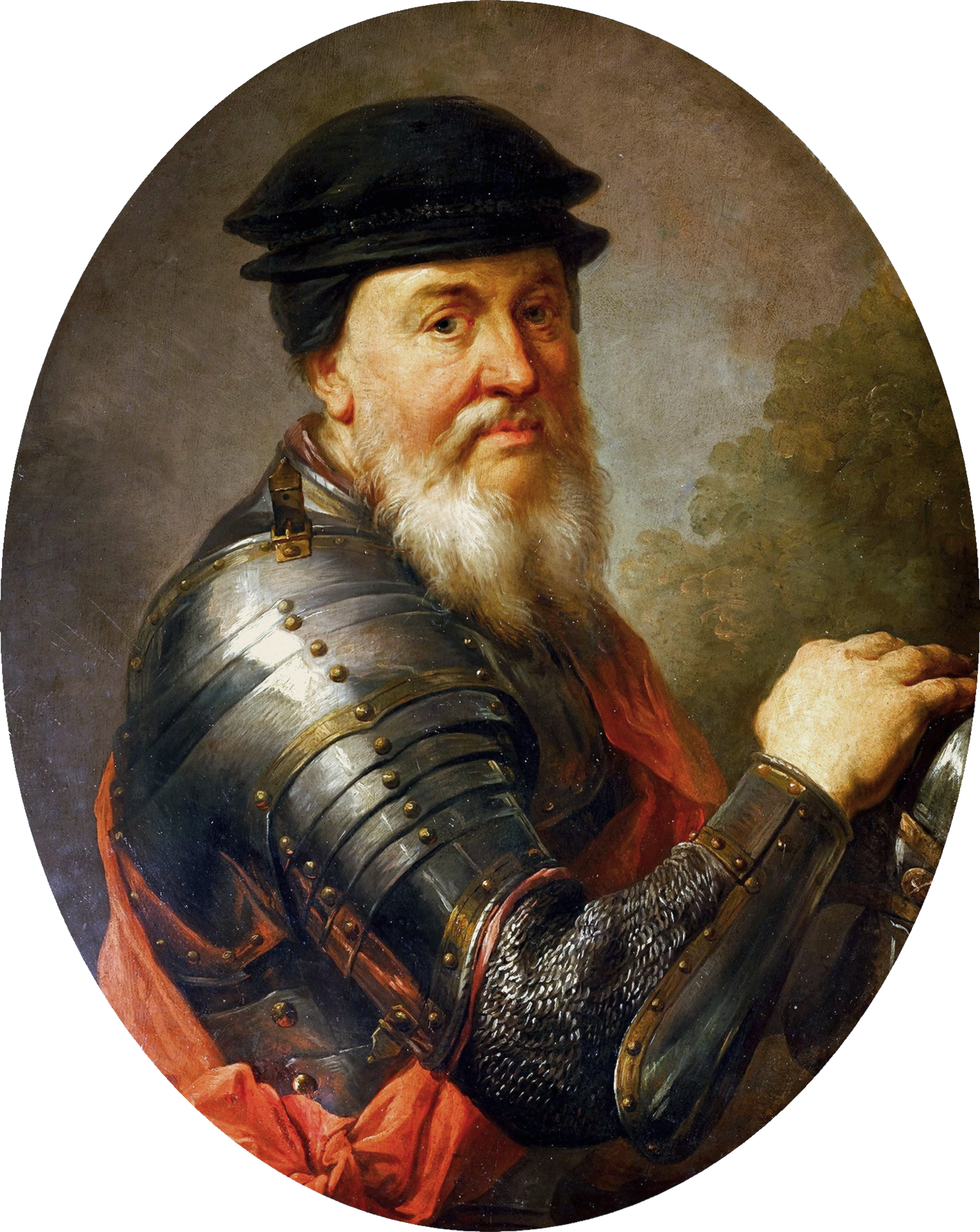
Marcello Bacciarelli, Portret hetmana Jana Tarnowskiego

Wydarzenia polityczne w 1561 roku.

## Zmarli
- 16 maja – Jan Tarnowski, hetman wielki koronny[1].
- 27 października – Lope de Aguirre, hiszpański konkwistador[2].